# 9306 Pittosporum
9306 Pittosporum eller 1987 CG är en asteroid i huvudbältet som upptäcktes den 2 februari 1987 av den belgiske astronomen Eric W. Elst vid La Silla-observatoriet. Den är uppkallad efter växten Glansbuskeväxter.
Asteroiden har en diameter på ungefär 7 kilometer och den tillhör asteroidgruppen Koronis.